# Округ Деј (Јужна Дакота)
Деј (енгл. Day County) је округ у америчкој савезној држави Јужна Дакота.

## Демографија
По попису из 2010. године број становника је 5.710, што је 557 (-8,9%) становника мање него 2000. године.
| Група             | 2000.         | 2010.         |
| Белци             | 5.714 (91,2%) | 5.004 (87,6%) |
| Афроамериканци    | 8 (0,1%)      | 8 (0,1%)      |
| Азијати           | 4 (0,1%)      | 12 (0,2%)     |
| Хиспаноамериканци | 24 (0,4%)     | 62 (1,1%)     |
| Укупно            | 6.267         | 5.710         |